# Dorstenia poinsettifolia
Dorstenia poinsettifolia är en mullbärsväxtart som beskrevs av Adolf Engler. Dorstenia poinsettifolia ingår i släktet Dorstenia och familjen mullbärsväxter.

## Underarter
Arten delas in i följande underarter:
- D. p. achoundongiana
- D. p. angularis
- D. p. angusta
- D. p. etugeana
- D. p. glabrescens
- D. p. librevillensis
- D. p. longicauda
- D. p. staudtii